# František Havránek
František Havránek (11 de julho de 1923 – 26 de março de 2011) foi um futebolista e treinador de futebol tcheco, medalhista de ouro olímpico em Moscou 1980. 

## Carreira
Ele comandou a Checoslováquia na conquista da medalha de ouro no futebol nos Jogos Olímpicos de Verão de 1980.